# 城市及其不确定的墙
《小城与不确定性的墙》是村上春树的第十五部长篇小说。新潮社2023年出版。

## 出版
1980年，村上春树发表了中篇小說《小城与不确定性的墙》，但他觉得自己发表的是“半成品”， 1985年（昭和60年）又发表了改编作《世界末日與冷酷異境》（日语：世界の終りとハードボイルド・ワンダーランド）。然而，他仍然有些遗憾，觉得还需要“再等两年”，于是他又重新修改并完成了《城市及其不确定的墙》这部作品  。
作品于2020年（令和2年）3月开始写作，历时约三年完成 。于2023年4月13日由新潮社发表 。
简体中文版由读客文化引进、江苏凤凰文艺出版社出版，施小炜担纲翻译，于2024年10月21日在中国大陆上市。繁体中文版由時報出版于2024年11月23日出版，賴明珠翻译。